# Robinson Crusoe (film, 1997)
Robinson Crusoe är en amerikansk långfilm från 1997 som regisserades av Rod Hardy och George Miller, baserad på Daniel Defoes bok med samma namn.

## Handling
Robinson Crusoe dödar en av sina vänner, eftersom de båda älskar samma kvinna. Därefter sätter han sig på ett skepp för att fly landet. Under ett oväder hamnar han på en öde ö och kan inte ta sig därifrån. Med tiden lär han sig att överleva på ön och så träffar han infödingen Fredag. Robinson är glad över att ha en vän på ön. Men samtidigt måste han försvara sig mot en stam infödingar som använder ön till att offra människor till sina gudar.

## Om filmen
Filmen spelades in redan 1994, men den har aldrig visats på bio vare sig i USA eller i Storbritannien. Det var ursprungligen tänkt att det skulle bli en TV-film, men Miramax köpte upp rättigheterna till filmen eftersom Pierce Brosnan skulle bli den nye James Bond. Dagen innan produktionen av filmen inleddes, den 8 juni 1994, hade Pierce Brosnan introducerats som den nye James Bond. Brosnan hade redan börjat odla sitt Robinson Crusoe-skägg. Till slut, år 1997, visades filmen på bio i olika delar av världen. I USA släpptes filmen först år 2001, då den visades i TV. 

## Rollista i urval
- Pierce Brosnan - Robinson Crusoe
- William Takaku - Fredag
- Polly Walker - Mary McGregor
- Ian Hart - Daniel Defoe
- Damian Lewis - Patrick Connor